# Feldhockey-Europameisterschaft der Damen 2019
Die Feldhockey-Europameisterschaft der Damen 2019 war die 14. Auflage der Feldhockey-Europameisterschaft der Damen. Sie fand vom 17. bis 25. August 2019 in Antwerpen, Belgien gemeinsam mit der Europameisterschaft der Herren statt. Austragungsort war das Wilrijkse Plein-Sportzentrum. Die Titelverteidigerinnen waren die Niederlande, die ihren Titel erfolgreich mit einem 2:0 gegen Deutschland verteidigen konnten. Im Spiel um den dritten Platz konnte sich Spanien mit 3:2 (1:1) im Penalty-Schießen gegen England durchsetzen.

## Teilnehmer
- Niederlande (Titelverteidiger)
- Belgien (Finalist 2017 und Gastgeber)
- England (Dritter 2017)
- Deutschland (Vierter 2017)
- Spanien (Fünfter 2017)
- Irland (Sechster 2017)
- Belarus (Erster B-Pool)
- Russland (Finalist B-Pool)

## Stadion
Alle Spiele der Europameisterschaft wurden im Wilrijkse Plein-Sportzentrum in Antwerpen ausgetragen.

## Modus
Die Vorrunde wurde in zwei Gruppen zu je vier Mannschaften im Jeder-gegen-Jeden-Format gespielt. Die ersten Zwei jeder Gruppe qualifizierten sich für das Semifinale. Wie im internationalen Hockey üblich wurde ein Spiel um den dritten Platz ausgetragen. Die letzten Zwei beider Gruppen bildeten die Gruppe C und spielten um die Teilnahme an der folgenden Europameisterschaft. Dabei nahmen die Mannschaften das Ergebnis gegen die Nation aus der eigenen Gruppe mit. Die beiden Letzten aus der Vierer-Gruppe stiegen in den B-Pool ab und die zwei Ersten durften an der nächsten Europameisterschaft teilnehmen.

## Spielplan

### Vorrunde

#### Gruppe A
| Datum – Uhrzeit    | Team 1      | Team 2      | Ergebnis |
| ------------------ | ----------- | ----------- | -------- |
| 17. August – 18:00 | Spanien     | Russland    | 1:0      |
| 17. August – 20:30 | Niederlande | Belgien     | 1:1      |
| 19. August – 18:00 | Spanien     | Niederlande | 1:1      |
| 19. August – 20:30 | Belgien     | Russland    | 4:1      |
| 21. August – 18:00 | Niederlande | Russland    | 14:0     |
| 21. August – 20:30 | Belgien     | Spanien     | 0:1      |

Tabelle
| Rang | Land        | Spiele | Tore | Differenz | Punkte |
| ---- | ----------- | ------ | ---- | --------- | ------ |
| 1    | Spanien     | 3      | 3:1  | +2        | 7      |
| 2    | Niederlande | 3      | 16:2 | +14       | 5      |
| 3    | Belgien     | 3      | 5:3  | +2        | 4      |
| 4    | Russland    | 3      | 1:19 | −18       | 1      |

Legende: qualifiziert für die Finalspiele, Teilnahme an der Abstiegsrunde

#### Gruppe B
| Datum – Uhrzeit    | Team 1      | Team 2      | Ergebnis |
| ------------------ | ----------- | ----------- | -------- |
| 18. August – 09:00 | Deutschland | Belarus     | 13:0     |
| 18. August – 11:15 | England     | Irland      | 2:1      |
| 19. August – 13:30 | Deutschland | England     | 1:1      |
| 19. August – 15:45 | Irland      | Belarus     | 11:0     |
| 21. August – 10:00 | England     | Belarus     | 4:3      |
| 21. August – 12:15 | Irland      | Deutschland | 1:1      |

Tabelle
| Rang | Land        | Spiele | Tore | Differenz | Punkte |
| ---- | ----------- | ------ | ---- | --------- | ------ |
| 1    | England     | 3      | 7:5  | +2        | 7      |
| 2    | Deutschland | 3      | 15:2 | +13       | 5      |
| 3    | Irland      | 3      | 13:3 | +10       | 4      |
| 4    | Belarus     | 3      | 3:28 | −25       | 1      |

Legende: qualifiziert für die Finalspiele, Teilnahme an der Abstiegsrunde

### Platzierungsspiele

#### Abstiegsspiele
| Datum – Uhrzeit    | Team 1   | Team 2   | Ergebnis |
| ------------------ | -------- | -------- | -------- |
| 23. August – 13:30 | Russland | Belarus  | 5:0      |
| 23. August – 15:45 | Belgien  | Irland   | 1:2      |
| 25. August – 09:00 | Irland   | Russland | 3:2      |
| 25. August – 14:30 | Belgien  | Belarus  | 3:1      |

Tabelle
| Rang | Land     | Spiele | Tore | Differenz | Punkte |
| ---- | -------- | ------ | ---- | --------- | ------ |
| 5    | Irland   | 3      | 16:3 | +13       | 9      |
| 6    | Belgien  | 3      | 8:4  | +4        | 6      |
| 7    | Russland | 3      | 8:7  | +1        | 3      |
| 8    | Belarus  | 3      | 1:19 | −18       | 0      |

Legende: qualifiziert für die Finalspiele, Abstieg in die EuroHockey Nations Trophy 2021

### Finalspiele
|  | Halbfinale          | Halbfinale         |                    |       | Finale             | Finale             |
|  |                     |                    |                    |       |                    |                    |
|  | Spanien             | 2                  |                    |       |                    |                    |
|  | Deutschland         | 3                  |                    |       |                    |                    |
|  | 23. August – 20:30  |                    |                    |       |                    |                    |
|  |                     |                    | 25. August – 16:00 |       |                    |                    |
|  | Deutschland         | 0                  |                    |       |                    |                    |
|  |                     | Niederlande        | 2                  |       |                    |                    |
|  |                     |                    |                    |       |                    |                    |
|  | Spiel um Platz drei |                    |                    |       |                    |                    |
|  | 23. August – 18:00  | 23. August – 18:00 | Spanien            | 1 (3) |                    |                    |
|  | England             | 0                  | England            | 1 (2) |                    |                    |
|  | Niederlande         | 8                  |                    |       | 25. August – 13:30 | 25. August – 13:30 |